# О Джин У
О Джин У (8 марта 1917, Хокусэй (Пукчхон), Корея, Японская империя — 25 февраля 1995, Пхеньян) — военный и государственный деятель КНДР, министр обороны КНДР (1976—1995). Дважды Герой КНДР (1968, 1992). Маршал Корейской народной армии (1992).

## Биография
С 1933 года участвовал в движении за независимость Кореи от японских оккупантов. Согласно официальной биографии, воевал в партизанском отряде Ким Ир Сена и в партизанских отрядах объединённой антияпонской армии на территории Северо-Восточного Китая. В 1939 году вступил в Коммунистическую партию Китая. Вместе с Ким Ир Сеном вернулся в Корею в составе в 88-й интернациональной бригады Красной Армии после разгрома японских войск в советско-японской войне осенью 1945 года. Стал членом Трудовой партии Кореи при её создании в 1946 году. С сентября 1945 года — заместитель военного коменданта и начальник милиции Пхеньяна, заместитель начальника школы внутренних войск. С августа 1947 года — начальник штаба, затем командир отдельной пехотной бригады. С мая 1949 года — начальник военного офицерского училища.
Он отличился во время Корейской войны 1950—1953 годов, будучи командиром 43-й пехотной дивизии и 6-го армейского корпуса. Был доверенным лицом Ким Ир Сена вплоть до смерти последнего, что обусловило его стремительный карьерный рост по служебной лестнице в Корейской народной армии. С октября 1953 года был начальником штаба ВВС и ПВО Корейской Народной армии, с октября 1959 — командующим 1-й армией, в октябре 1963 года стал заместителем министра национальной обороны КНДР. С августа 1967 года — начальник Главного политуправления Корейской Народной армии. С февраля 1969 по сентябрь 1979 года — начальник Генерального штаба — первый заместитель министра национальной обороны КНДР. С мая 1976 года и до своей кончины — министр Народных вооружённых сил КНДР (при этом в 1976—1979 годах совмещая этот пост с должностью начальника Генерального штаба).
Также в 1967-1972 годах являлся членом Президиума Верховного Народного Собрания КНДР, с 1972 года — членом Центрального Народного Комитета КНДР и заместителем председателя Комитета обороны ЦНК КНДР. С апреля 1993 года — первый заместитель председателя Комиссии по национальной обороне. Предположительно из-за конфликта с ним в 1988 году были сняты с должности О Кын Нёль и его заместитель Ким Ён Чхун.
Одновременно занимал высокие посты и в руководстве Трудовой партии Кореи: с 1956 года был кандидатом в члены её Центрального комитета, с июля 1959 года — членом ЦК, с 1966 года — кандидатом в члены Политбюро ЦК ТПК, с 1969 по 1995 годы — членом Политбюро, а с октября 1980 года — член Постоянного комитета Политбюро. С 1968 года — секретарь ЦК ТПК. 
В октябре 1994 года лечился от рака лёгких в Париже. Умер в 1995 году. Был похоронен с высшими государственными почестями на Мемориальном кладбище революционеров на горе Тэсон под Пхеньяном. Новый глава КНДР Ким Чен Ир назначил нового министра обороны Чхве Квана только спустя семь месяцев, в сентябре 1995 года. 
О Джин У был одним из семи офицеров в северокорейских вооруженных силах, которые получили звание «Маршал Корейской народной армии». Награждён многочисленными орденами и медалями КНДР.

### Воинские звания
| генерал-майор | генерал-лейтенант | генерал-полковник |
| ------------- | ----------------- | ----------------- |
|               |                   |                   |
| март 1954     | март 1958         | август 1960       |
| генерал армии | вице-маршал       | маршал КНА        |
|               |                   |                   |
| октябрь 1963  | апрель 1985       | апрель 1992       |